# Romulus (Michigan)
Romulus é uma cidade localizada no estado americano do Michigan, no Condado de Wayne.

## Demografia
Segundo o censo americano de 2000, a sua população era de 22.979 habitantes.
Em 2006, foi estimada uma população de 24.137, um aumento de 1158 (5.0%).

## Geografia
De acordo com o United States Census Bureau tem uma área de 93,0 km², dos quais 93,0 km² cobertos por terra e 0,0 km² cobertos por água.

## Localidades na vizinhança
O diagrama seguinte representa as localidades num raio de 12 km ao redor de Romulus.